# 효돈초등학교
효돈초등학교는 대한민국 제주특별자치도 서귀포시 신효동에 있는 공립 초등학교이다.

## 학교 연혁
- 1938년 5월 25일 신효공립심상소학교 개교(설립인가 5월 20일)
- 1941년 4월 1일 신효공립국민학교로 개칭
- 1942년 4월 1일 6년제 6학급 인가
- 1959년 9월 6일 효돈국민학교로 교명 변경
- 1978년 3월 1일 21 학급 인가
- 1979년 2월 1일 과학실 신축
- 1988년 6월 20일 급식학교 개설
- 1996년 3월 1일 효돈초등학교로 교명 개칭
- 1988년 9월 30일 유치원 3개 교실, 실내화장실 3동 신개축
- 1999년 3월 1일 13학급 편성
- 2000년 10월 20일 교실 대수선공사 준공
- 2001년 9월 15일 운동장 마사토 시설 공사 준공
- 2002년 2월 9일 급식실 증축 준공
- 2002년 3월 1일 15학급 편성
- 2002년 6월 30일 작은 동물원 설치
- 2002년 9월 4일 운동장 열린 울타리 조성
- 2002년 12월 31일 효돈체육관 선수 합숙소 설치
- 2003년 2월 5일 디지털 도서관시설 완료
- 2004년 3월 1일 16학급 편성
- 2005년 4월 18일 저학년 방과후 교실 개축
- 2006년 3월 10일 12학급 편성
- 2008년 3월 1일 13학급 편성
- 2009년 3월 1일 11학급 편성
- 2010년 3월 1일 11학급 편성
- 2011년 3월 1일 12학급 편성
- 2012년 3월 1일 12학급 편성
- 2013년 3월 1일 제32대 한섭 교장 부임
- 2014년 3월 1일 12학급 편성(특수1)
- 2015년 3월 1일 12학급 편성(특수1)
- 2016년 3월 1일 13학급 편성(특수1)
- 2017년 9월 1일 제34대 강성룡 교장 부임
- 2019년 1월 25일 제 76회 졸업식(남 20, 여 18, 계 38명 졸업, 총 졸업생 8,358명)
- 2019년 3월 1일 12학급 편성(특수 1)